# Фиброза
Фиброза (на латински: fibrosis) е патологичен процес, който се изразява в повишено разрастване на съединителна (фиброзна) тъкан, нарушаваща структурата на тъканите и органите.
Фиброзата обикновено настъпва вследствие на възпалителен процес и поразява ставните връзки и капсули, сухожилията, вътрешните органи (бели дробове, панкреас, черен дроб).
Причинители на фиброза могат да са:
- туберкулоза – в белия дроб;
- цироза – в черния дроб;
- сърповидно-клетъчна анемия – в далака.

## Процеса на фиброза
Чернодробната фиброза се отнася до натрупване на груба, влакнеста scar тъкан в черния дроб. Формирането на фиброзна тъкан е нормална реакция на тялото при увреждане, но при фиброзата този оздравителен процес се обърква. Когато хепатоцитите (функционални чернодробни клетки) са увредени вследствие на инфекция с вирус, голяма консумация на алкохол, токсини, травма или други фактори, имунната система се активира за отстраняване на увреждането. Увреждането или смъртта (некрозата) на хепатоцитите стимулира възпалителни имунни клетки да отделят цитокини, растежни фактори и други химикали. Тези химически посланици инструктират поддържащи чернодробни клетки, наречени звездовидни (stellate) клетки да се активират и да започнат да произвеждат колаген, гликопротеини (като фибронектин), протеогликани (proteoglycans) и други вещества. Тези вещества се депозират в черния дроб, причинявайки изграждане на екстрацелуларна матрица (нефункционална съединителна тъкан). В същото време процесът на разрушаване или разграждане на колагена е нарушен. При здрав черен дроб, синтезата (фиброгенеза) и разграждането (фибролиза) на матричната тъкан са в баланс. Фиброза възниква, когато голямо количество scar (увредена) тъкан се изгражда по-бързо, отколкото може да бъде разградена и изведена от черния дроб.

## Фиброзни рискови фактори
Чернодробната фиброза не се проявява в една и съща степен във всички индивиди и при някои хора с хроничен хепатит С или хепатит B, тя остава стабилна и дори може да регресира с течение на времето. Редица фактори влияят на прогресията на фиброзата. Фиброзата настъпва по-бързо при мъжете, отколкото при жените, а също и при по-възрастните хора – особено тези над 50-годишна възраст. Изглежда, че прогресията на фиброзата не е линеен процес, т.е. процесът се ускорява с увеличаване на увреждането. Доказано е, че фиброзата се ускорява и при компрометирана имунна система, например поради допълнителна инфекция с ХИВ или при употреба на имуносупресивни лекарства след чернодробна трансплантация. Злоупотребата с алкохол е пряко свързана с влошаването на фиброзата и цирозата. И накрая, проучванията показват, че стеатозата (мазен черен дроб) и инсулиновата резистентност се асоциират с по-бърза и тежка фиброза. Обратното – изглежда, че HCV вирусният товар няма голям ефект върху прогресията на фиброзата. Има някои доказателства, че HCV генотип 3 може да играе роля в образуването на стеатоза, но точният механизъм на действие не е напълно разбран.

## Определяне на степента на фиброзата
Ранната фиброза може да се бъде трудна за диагностициране, защото често е безсимптомна. В процес на проучване са различни техники за откриване на фиброза чрез кръвни тестове, например чрез измерване на маркери за фиброгенеза и фибролиза. Но сегашният „златен стандарт“ за определяне на степента на чернодробното заболяване е чернодробната биопсия, при която с игла се взема малка тъканна проба, оцветява се и се изследва под микроскоп. За да се наблюдава прогресията своевременно, повечето експерти препоръчват биопсията да се повтаря на всеки 5 – 7 години.
Използват се различни системи за оценка на фиброзата и цирозата. Те включват Knodell Histological Activity Index (HAI), модифициран HAI, известен като Ishak система, както и METAVIR система.

## Ефекти на фиброзата
В ранните етапи на фиброзата черният дроб функционира сравнително добре и малко от хората имат симптоми. Но с напредване на възпалението и увреждането се изграждат „белези“ (scar tissue), които се свързват със съществуващите вече белези, което може евентуално да наруши метаболитните функции на черния дроб. Ако болестта продължи да прогресира тя може да доведе до цироза, състояние, при което черният дроб е силно увреден (scarred), кръвоснабдяването е ограничено и способността му да функционира е нарушена.

## Лечение и перспективи
Преди се смяташе, че фиброзата е необратима, но последните изследвания показват, че лечението на хепатит С може да забави или спре прогреса на фиброзата и потенциално дори да обърне в обратна посока съществуващите чернодробните увреждания. Проучвания показват, че фиброзна стабилизация и регресия са най-вероятни, когато HCV позитивни лица, лекувани с интерферон-базирана терапия, постигнат траен вирусологичен отговор (SVR, продължителен неоткриваем HCV вирусен товар шест месеца след завършване на лечението), но също така е наблюдавано подобрение при някои частично отговорили и неотговорили на лечението пациенти.
Много е важно да се знае степента на фиброза или състоянието на черния дроб, така че да могат да се вземат подходящи мерки за управлението на хепатит С. Има много начини да се забави прогресията на HCV заболяването:
- HCV медицинско лечение, което може да забави развитието на заболяването и вероятно да обърне фиброзата;
- редовно да се спортува;
- намаляването на стреса;
- здравословна храна и спазване на добре балансирана диета, която следва новата Пирамида на храните (www.mypyramid.gov); тази диета е с малко мазнини и сол, с много пълнозърнести продукти и има достатъчно белтъчини (белтъчините могат да се набавят от месо, сирена, ядки и боб.
- да не се използват наркотици;
- ограничаване употребата на алкохол;
- да се внимава от отровни течности и газове включително разтворители, разредители и отрови за насекоми; ако трябва да се използват подобни химикали, кожата трябва да е покрита;
- да не се ядат сурови или полусурови ракообразни, защото може да имат заболяване опасно за черния дроб;
- препоръчително е да се направят ваксинации за хепатит А и хепатит В;